# Spathiphyllum minor
Spathiphyllum minor G.S.Bunting – gatunek wieloletnich, wiecznie zielonych roślin zielnych z rodzaju skrzydłokwiat, z rodziny obrazkowatych, występujący we wschodniej Kolumbii, Ekwadorze i Peru, zasiedlający równikowe lasy deszczowe.